# Rosalie (album)
Pour les articles homonymes, voir Rosalie.
Albums de Carlos
Le Bougalou du loup-garou
(1976) Tous les enfants vont chanter
(1980)
Rosalie est un album studio enregistré par Carlos, sorti en 1978.

## Liste des pistes
1. Eso es el amor (ah! Lâchez-moi !)
2. Savez-vous comment danser?
3. Papa mambo
4. Rosalie
5. Y'a plus de papas, y'a plus de mamans

## Autour de l'album
Devenu ambassadeur de la marque de boissons fruitées Oasis, Carlos reprendra sa chanson Rosalie pour des publicités télévisées en détournant les paroles initiales.
La chanson Rosalie est écrite et composée par Georges Plonquitte et reprise par Carlos,.